# Hasarius bisetatus
Hasarius bisetatus är en spindelart som beskrevs av Pelegrín Franganillo Balboa 1930. 
Hasarius bisetatus ingår i släktet Hasarius och familjen hoppspindlar. Inga underarter finns listade i Catalogue of Life.